# 芦苞镇
芦苞镇，是中华人民共和国广东省佛山市三水区下辖的一个乡镇级行政单位。

## 行政区划
芦苞镇下辖以下地区：
芦苞社区、上塘村、刘寨村、四联村、西河村、独树岗村和四合村。